# آتوسا مشفق
آتوسا مشفق (انگلیسی: Ottessa Moshfegh) (زاده ۲۰ مهٔ ۱۹۸۱) یک نویسنده اهل ایالات متحده آمریکا است. مشفق که مادرش اهل کشور کرواسی و پدرش ایرانی است در بوستون آمریکا متولد شده است. برجسته‌ترین اثر او، رمان آیلین در ایران به وسیله‌ی انتشارات شمشاد (ترجمه‌ی مهدی موسوی) و سه نشر  دیگر ترجمه شده است.